# سرو کاتدرال (اروگوئه)
سرو کاتدرال (به لاتین: Cerro Catedral) یک کوه در اروگوئه است که در بخش مالدونادو واقع شده‌است. سرو کاتدرال ۵۱۳٫۶۶ متر بالاتر از سطح دریا واقع شده‌است.